# 婦人像（厨房）
『婦人像（厨房）』（ふじんぞう（ちゅうぼう）、仏: Femme à la cuisine、英: Portrait of a Woman (Kitchen)）は、日本の洋画家黒田清輝が1891年（明治24年）から1892年（明治25年）にかけて描いた絵画。厨房の入り口付近で1人の年若い婦人が椅子に腰かけている様子が描かれている。モデルは、マリア・ビョーというフランス人女性。カンヴァスに油彩。縦179.6センチメートル、横114.3センチメートル。『厨房』『婦人図』（『婦人圖』）『婦人図（厨房）』（『婦人圖（廚房）』）『婦人像』『厨婦』とも。英語では、“Woman (in the kitchen)” とも表記される。東京藝術大学大学美術館に所蔵されている（物品番号は20）。美術評論家の石井柏亭は「美點の多くを持つた佳作」と評している。

## 由来

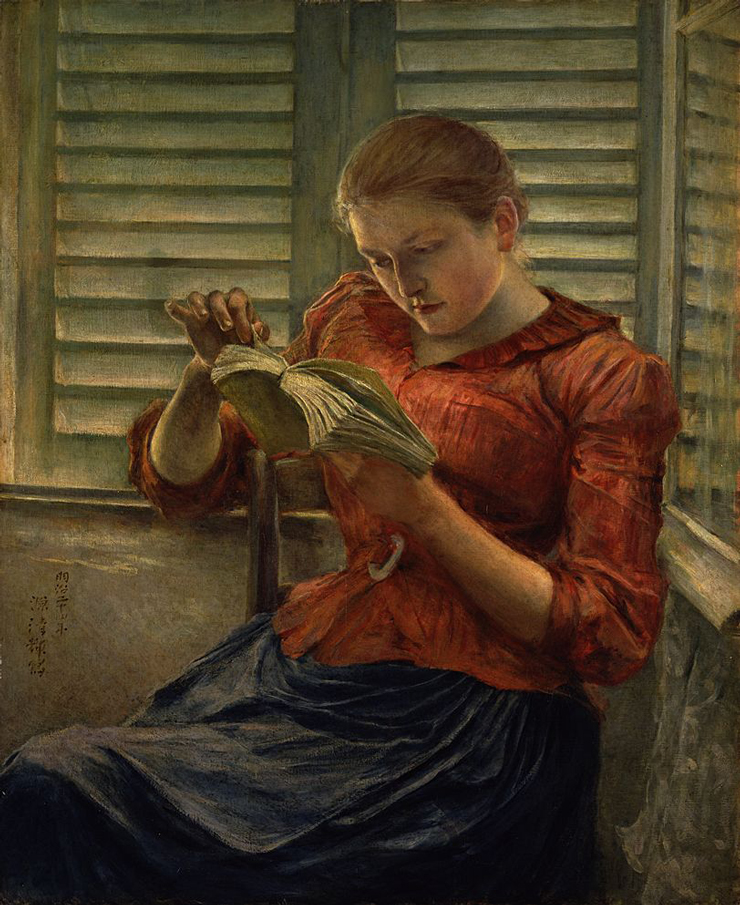
黒田清輝『読書』、1891年、東京国立博物館所蔵

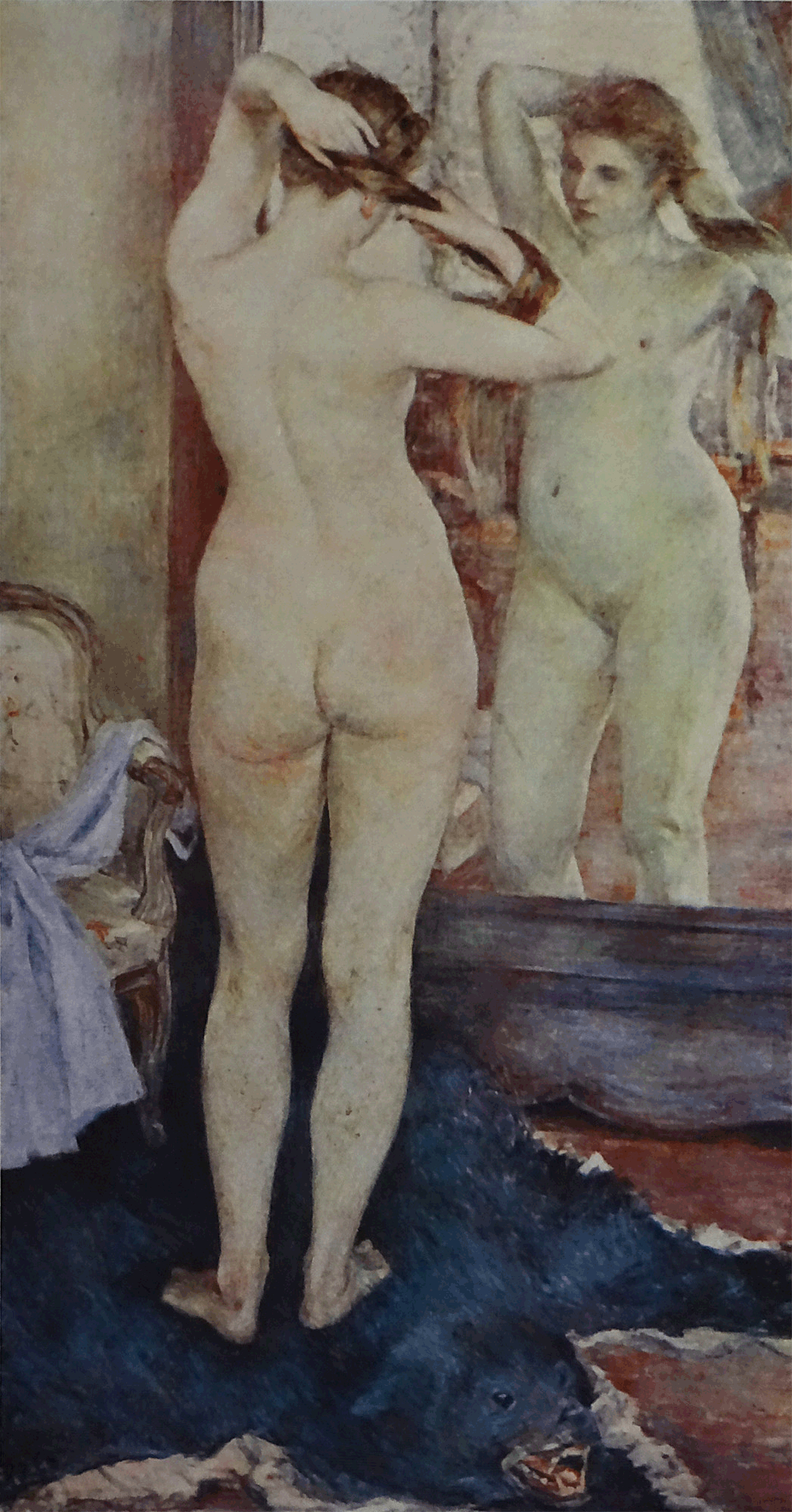
黒田清輝『朝妝』、1893年製作、1945年焼失

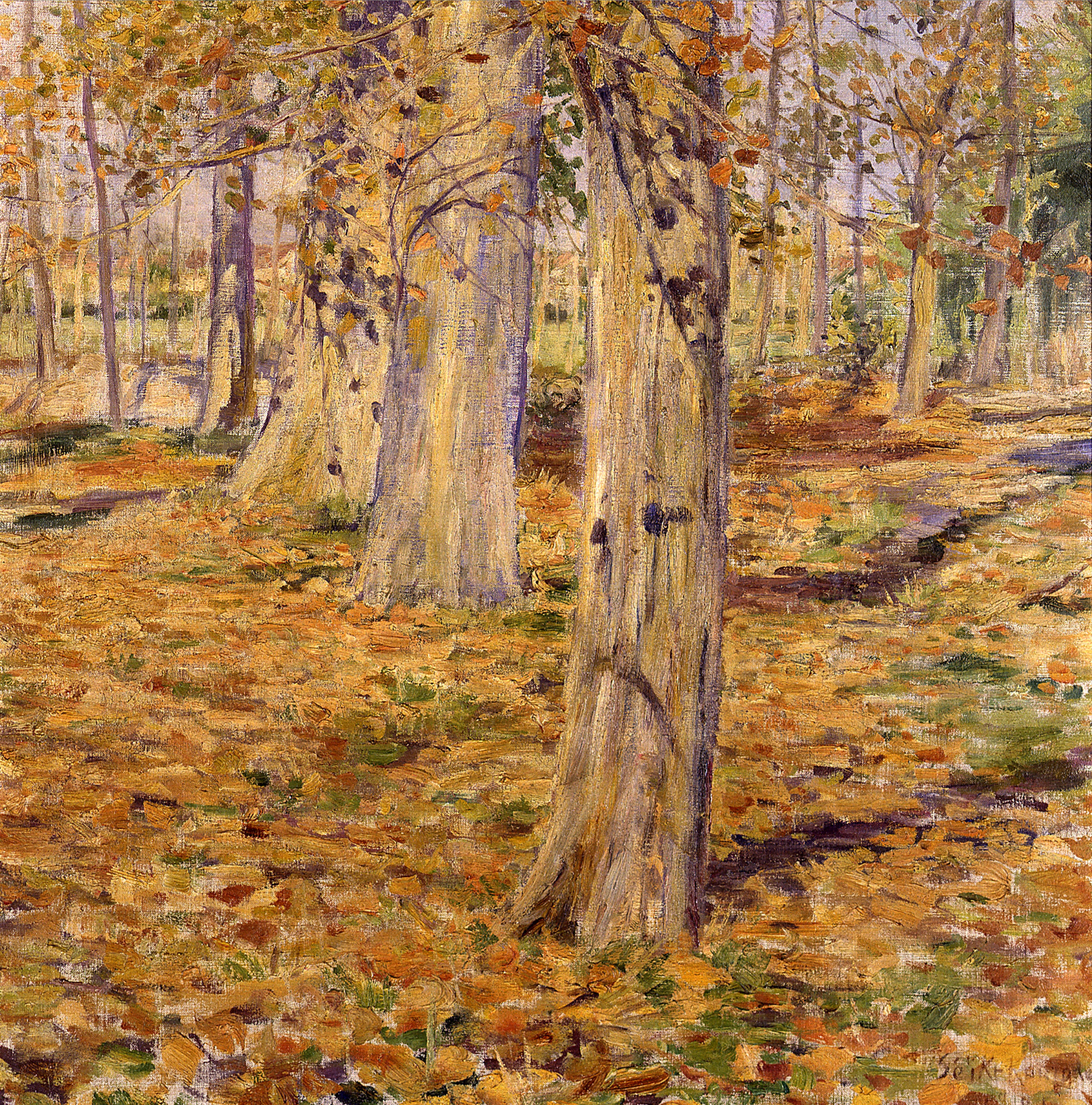
黒田清輝『落葉』、1891年、東京国立近代美術館所蔵

1891年（明治24年）に『読書』（1891年、東京国立博物館所蔵）がフランス芸術家協会のサロンに入選したことで、1892年（明治25年）も同サロンで入選することをねらって本作が製作された。1891年（明治24年）9月末、黒田はフランス北部のブルターニュにあるブレハ島からパリに戻り、サロンに出展する作品を製作するために、翌10月3日にはグレー＝シュル＝ロワンに移った。
2、3匹の子鹿が森林の中にいるという『森林の鹿図』を構想し、生まれて間もない子鹿を手に入れて頭部などの写生を行ったが、完成には至らなかった。同年11月10日ごろに『婦人像（厨房）』の製作が開始され、1892年（明治25年）3月10日ごろに完成された。1892年（明治25年）3月、『婦人像（厨房）』のほか、色づいた木々を描いた作品をフランス芸術家協会のサロンに出展するも落選する。後者の作品は、黄葉したポプラの木々に太陽の光が当たっている様子を描いたもので、1891年（明治24年）に製作された『落葉』であるとみられる。
黒田は養母の貞子に宛てた1892年（明治25年）8月16日付けの書簡の中で、次のように述べている。
このをんなのゑハきようしんくわいでハことわられましたけれどもわたしハずいぶんほねをおつてかきましたのですからどこにだしてもまたひとがなんとゆつてもはづかしくハないつもりです—黒田清輝、『黒田清輝日記』、1892年8月16日
このことから黒田自身で納得のいく作品であったと考えられる。『婦人像（厨房）』完成の翌月に当たる1892年（明治25年）4月の下旬には、黒田は裸体画『朝妝』（ちょうしょう）の製作を開始している。『婦人像（厨房）』は、1897年（明治30年）10月15日に黒田清輝本人から東京美術学校（現、東京藝術大学）が買い入れた。

## 作品
マリアが小住宅の1階にある狭い厨房の入り口付近で椅子に腰かけている様子を、画家が土間から描いている。マリアがいるところで2つの異なる種類の光が交差している。1つは、家の正面にある、土間への入り口から入っている柔らかく弱い順光であり、もう1つは、後方にある厨房の、画面左上にある小さな窓から右下へと入り込んでいる、黄色みを帯びた強い斜光である。光は、マリアの顔や髪の毛のほかに白色のエプロンなどを照らしている。
マリアの像は、ほぼ等身大で描かれている。本作のマリアの視線については、児島薫は「どこかを凝視している」としている一方で、佐藤ら (2004) は黒田に対して厳しい視線を送っているとしている。マリアは自らの両手を太もものあたりでしっかりと握り合わせている。
マリアはエプロンの下には黒色のスカートを身につけており、黒色の靴を履いている。彼女がエプロンの上に羽織っている、男物の黒っぽく短い外套は、黒田のものである。
マリアの傍らに設えられている食器棚の上には、黄褐色系の色をした水差しが載っている。厨房の棚の中には、質素な食器類や鍋が置かれている。厨房の入り口の段差部分には破損がみられる。「厨房で働く婦女像」という主題は、フランスの画家によってしばしば採用されてきた。
画面全体が青灰色調でまとめられている点においてはピエール・ピュヴィス・ド・シャヴァンヌの影響がみられ、フランスの農民の質素な生活を描いている点においてはジュール・バスティアン＝ルパージュの影響がみられる。明るい部分には、透明色または白を混ぜ込んだ青灰色系が使用されている。陰の部分などの暗い色調には、赤色レーキと青色を混ぜ合わせてつくった青紫色や赤紫色が用いられている。このため黒田は「紫派」と呼ばれた。

## モデル

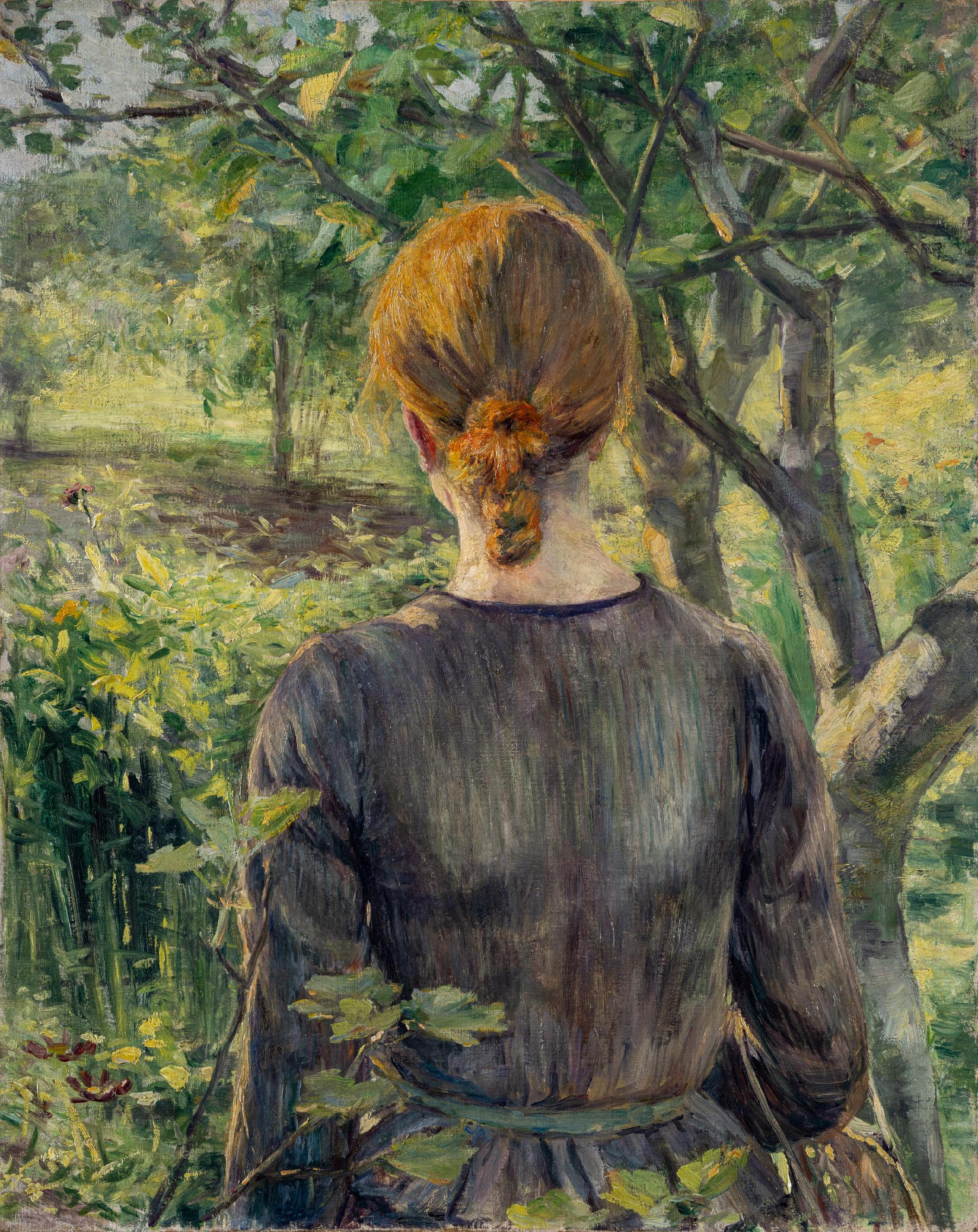
黒田清輝『赤髪の少女』、1892年、東京国立博物館所蔵

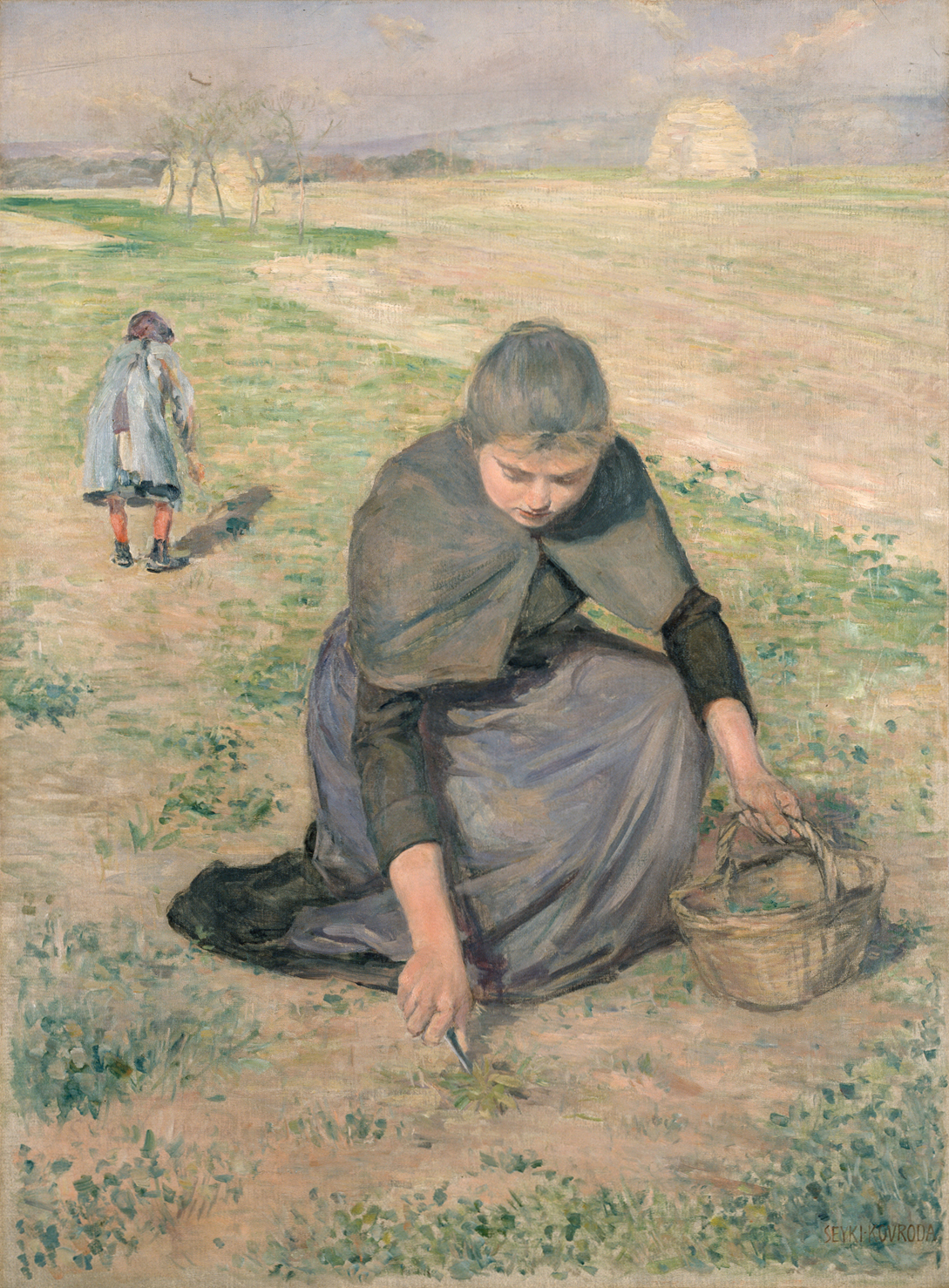
黒田清輝『摘草する女』、1891年、東京国立博物館所蔵

本画のモデルは、『赤髪の少女』（1892年、東京国立博物館所蔵）『摘草する女』（1891年、東京国立博物館所蔵）『読書』と同じくマリア・ビョー（仏: Maria Billaut、1870年 - 1960年）という女性である。マリアは、ドイツ人の血を引く東部フランス人である。隈元によると、無邪気な性格をしていた。髪はブロンドで、肌は白く血色が良かった。
父親は、ユージェーヌ・ビョー（Eugène Billault、1835年 - 1886年）である。母親は、セリーヌ・ローズ・ジョゼフィーヌ・ベラミー（Céline Rose Joséphine Bellamy、1835年 - 1913年）といい、グレー村で生まれた人物である。黒田は、マリアの姉のセリーヌが所有していたグレー村の小住宅をアトリエ兼住居として使っていた。
黒田の友人で洋画家の久米桂一郎は、本作に描かれたマリアが『読書』やその他のマリアと比べて実際の彼女の容貌や容姿に最も近いと証言している。芳賀徹は、マリアが羽織っている外套は黒田が日常的に着用していたものであるとみられるとした上で、精神的なだけでなく肉体的にもかなり親密な関係がマリアと黒田の間に築かれていたこと示唆するものであろうとの見方を示している。

## 比較

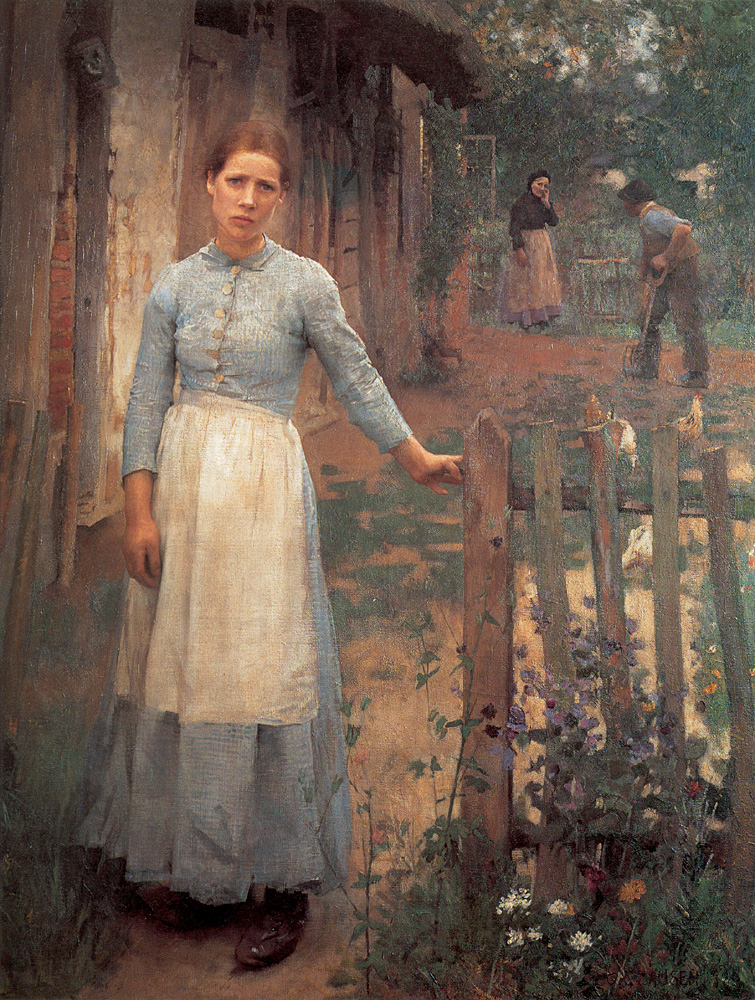
クラウゼン『門の娘』、1889年、テート・ギャラリー所蔵

黒田清輝『台所』、1891年、東京国立博物館所蔵

1892年（明治25年）の夏に、画家は本作を日本に送っている。黒田はその年の7月中旬ごろから12月下旬にかけて、カナダ人画家のウィリアム・ブレア・ブルス（1859年 - 1906年）とその妻でスウェーデンの彫刻家のカロリーヌ・ベネディックス＝ブルス（1856年 - 1935年）と交際している。
。荒屋鋪 (1997) は、黒田の『婦人像（厨房）』と、ウィリアム・ブルスが製作し、1891年（明治24年）開催のフランス芸術家協会のサロンに出展された『ローマのアトリエにいるカロリーヌ・ベネディックス・ブルス』とが多くの類似点をもつことを指摘している。
『婦人像（厨房）』でマリアが身につけている灰色がかったエプロンの下には黒色のスカートがのぞいており、靴も黒色である。ブルス作品に描かれたカロリーヌも灰色の着衣の下に黒色に近い服を着ている。またいずれの作品も、仕事の合い間の姿が描かれているという設定であるため、2人ともどちらかというと険しい表情をしている。マリアが腰かけている椅子と、カロリーヌの後方に見える椅子にも類似性がみられる。カロリーヌのそばにはバケツがあり、マリアのそばの食器棚の上には水差しが置かれている。画面全体が青灰色の色調で統一されている点でも類似している。
『婦人像（厨房）』は、『読書』のような光の表現や、鏡に映る裸婦像といった『朝妝』のような派手な演出はみられない。また『読書』や『朝妝』は日本において明治美術会展に出展されたが、『婦人像（厨房）』は明治美術会展にも白馬会展にも出展されていない。『読書』や『朝妝』の女性は動的なポーズをとっているのに対し、『婦人像（厨房）』の女性の姿勢は自然で静的である。
『婦人像（厨房）』のように、ありふれた日常の生活空間を表現した作品にはほかに、『台所』（Kitchen、1891年、東京国立博物館所蔵）や、豚肉加工業を営むビョー家の仕事場を描いたとされる『豚屋』（Pork Butcher’s Shop、1891年、東京国立博物館所蔵）がある。
山梨 (1992) は、『婦人像（厨房）』のように黒田が滞欧時代に製作した作品と、『其日のはて』（焼失、1914年）のように晩年に製作された作品とでは、描かれた人物の状況が異なっていることを指摘している。『婦人像（厨房）』や『読書』のほか『夏図』（焼失、1892年）における人物は労働からは解き放たれているのに対し、『其日のはて』における人物は農作業の後片付けを行っている。このような主題の変化は、1904年（明治37年）に始まった日露戦争以降、日本において産業革命が起こり工業化が進められる中で、労働に対する興味が社会的に高まったことが影響しているのではないかとしている。
三浦 (2021) は、ルパージュの影響を受けたイギリスの画家ジョージ・クラウゼンによる『門の娘』（1889年、テート・ギャラリー所蔵）と黒田の『婦人像（厨房）』が、色調が柔らかで落ち着きのある点や、村の若い女性を主題としている点、柵や戸口で枠取りがなされている点で似通っていることを指摘している。

## 舞台
グレー＝シュル＝ロワンは、パリ市街の南東およそ65キロメートル、フォンテーヌブローの南西およそ11キロメートルに位置する村であり、セーヌ川の支流であるロワン川の西岸に沿って広がっている。同村は12世紀にさかのぼる歴史をもつ。1860年代より画家が訪問しはじめ、黒田が初めて来遊した1888年5月当時は、北欧やイギリス、アメリカの画家や音楽家らが逗留していた。同地は、黒田が逗留した後、浅井忠や岡田三郎助、和田英作や児島虎次郎のほかに白滝幾之助や安井曾太郎、都鳥英喜などの画家らが訪問している。
本作は、ビョー家にある小住宅で描かれた。黒田は1890年7月から1892年12月にかけてそこに居住していた。黒田によると、この小住宅は6畳ほどの大きさの2階建ての建物で、1階の土間の奥にあった板敷きの部屋をアトリエ兼厨房として使用し、2階を居室および寝室として使用していた。
1階には流し台のほかにかまどがあった。厨房の片隅には、2階へ通じる梯子段があった。2階は板敷きになっており、寝台、戸棚および洗面台のほかに椅子が2脚あった。窓は1階と2階にそれぞれ1つずつあった。小住宅があった敷地に面した通りが、2001年10月7日に黒田清輝通り（仏: Rue Kuroda Seiki）と命名された

## 評価

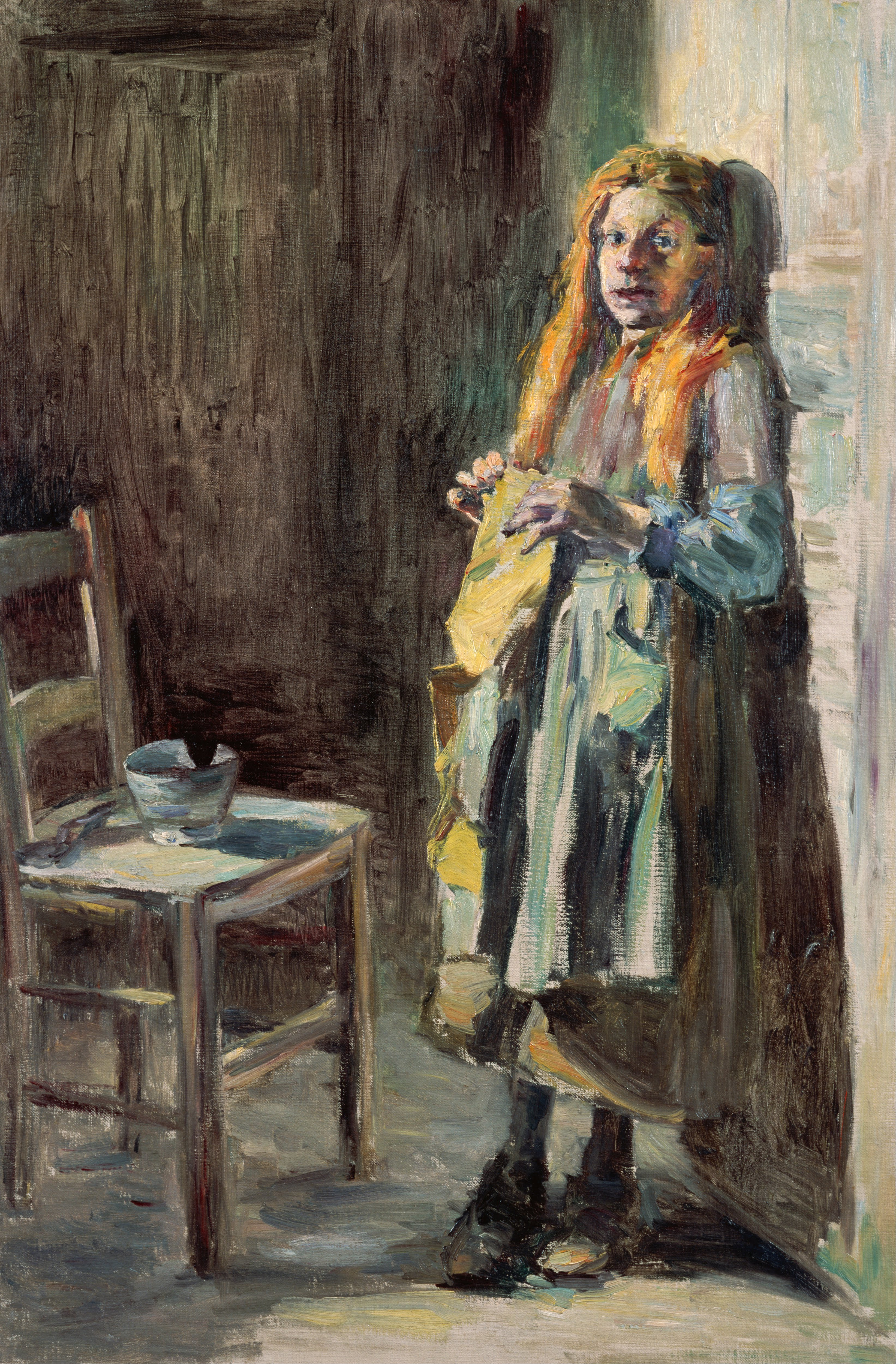
黒田清輝『ブレハの少女』、1891年、アーティゾン美術館所蔵

美術史研究者の陰里鉄郎は、本作には黒田がしばしば赴いたフランドル地方に多い生活風俗画のような趣があり、これほどまでに生活感の強い黒田作品は、本作を除けば『ブレハの少女』（1891年、アーティゾン美術館所蔵）以外にはないのではないかとの見方を示している。児島 (2020) は、貧しさのために生活に困っている人物を写実的に描いた作品が当時多く生み出されたことを挙げた上で、黒田は貧困に苦しむ婦女を表現しようとしたのではないか、との見方を示している。
洋画家の白滝幾之助は、黒田が死去した際に『中央美術』に寄せた文章の中で、次のように述べている。
「厨婦」といふのはあれで旧サロンに落選したものださうだが、今みるとあんないゝものが通過しない程当時のサロンは厳格なものであつたらしい。—白滝幾之助、「黒田先生の追憶」、『中央美術』、1924年12月
洋画家で美術評論家の石井柏亭は、本作や『読書』などは、明るい部分と暗い部分の色彩が念入りな観察の末に選ばれているとした上で、次のように評している
。
「厨婦」はサロンに落選したと云はれるが、それは鑑査の誤りであつて、假令其青つぽい色調に或單調さがあるにしても、充分それを償ふべき美點の多くを持つた佳作たるを失はない。—石井柏亭、『日本絵画三代志』、創元社、1942年

## 調査
カンヴァスは亜麻布を織ってつくられており、織りの種類は平織りである。X線画像および顕微鏡写真から、1平方センチメートルあたりの織糸の平均本数は、経糸が22本、緯糸が20本であることが判明している。画面の天地方向が経糸、左右方向が緯糸である。画面寸法は、天地方向の右辺が179.3センチメートル、左辺が181.0センチメートルであり、左右方向の上辺が115.0センチメートル、下辺が114.5センチメートルである。
裏面は、白色顔料によって地塗りがなされた麻布を用いた裏打ちによる補強の処置がなされているほか、耳の部分がクラフト紙で補強されている。このクラフト紙は剥がれや破れが発生しており、応急処置として粘着テープが部分的に貼られていたが、これは保存上適切ではないため、佐藤一郎らが調査の際に東京藝術大学藝術資料館の了承を得た上で粘着テープの除去を行った。その際に、オリジナルのカンヴァスと裏打ちされた布が接着している部分を観察したところ、裏打ちされた布の表と裏には同じ種類の白色の塗料が塗られていることがわかった。またオリジナルのカンヴァスについては、1948年（昭和23年）に実施された修復の際に耳の部分が切除されたことが判明した。
X線画像を詳しく調査したところ、裏打ちされた布に塗られた塗料はオリジナルのカンヴァスや絵の具層に対して影響を及ぼしていないことが明らかになった。このことから、裏打ちされた布に塗られた塗料には鉛白が含まれていないものと考えられている。木枠は中桟を十の字型に渡した楔枠であり、外枠の幅は7.3センチメートル、厚さは内側の面で2.1センチメートル、外側の面で2.5センチメートル。中桟の幅は7.2センチメートル、厚さは2.3センチメートル。楔穴は四隅に2か所ずつ、中桟の上下に1か所ずつ、右に2か所、左に1か所の計13か所あるが、楔はすべて現存していない。
木枠の左上に貼付されたラベルには墨書きで「黑田先生遺作展覧會 番號 第參五號 畫題（厨房）婦人 御所藏者 東京美術学校殿 1924」、上辺には右側に「東京芸術大学収藏品 物品番号 西洋画 No.20 品名 黑田清輝 婦人」、左側に「東京美術學校文庫收藏品 分類番號 西洋画二〇 作者 黒田清輝筆 品名 婦人 數 壱點 摘要 明治三〇年 十月十五日 黑田清輝納」と記されており、縦に渡された桟には上部に「李王家德壽宮美術館出品 畫題 厨先 作者 黑田清輝殿 所藏 東京美術學校殿」、下部には「洋眞第二號 婦人之図 黑田清輝筆」と記されている。縦桟の中央部分に「一九四八年正月 裏打修復 山下登」、左枠の上方に「清輝 家紋 大正十三」と記されたシールが貼られている。

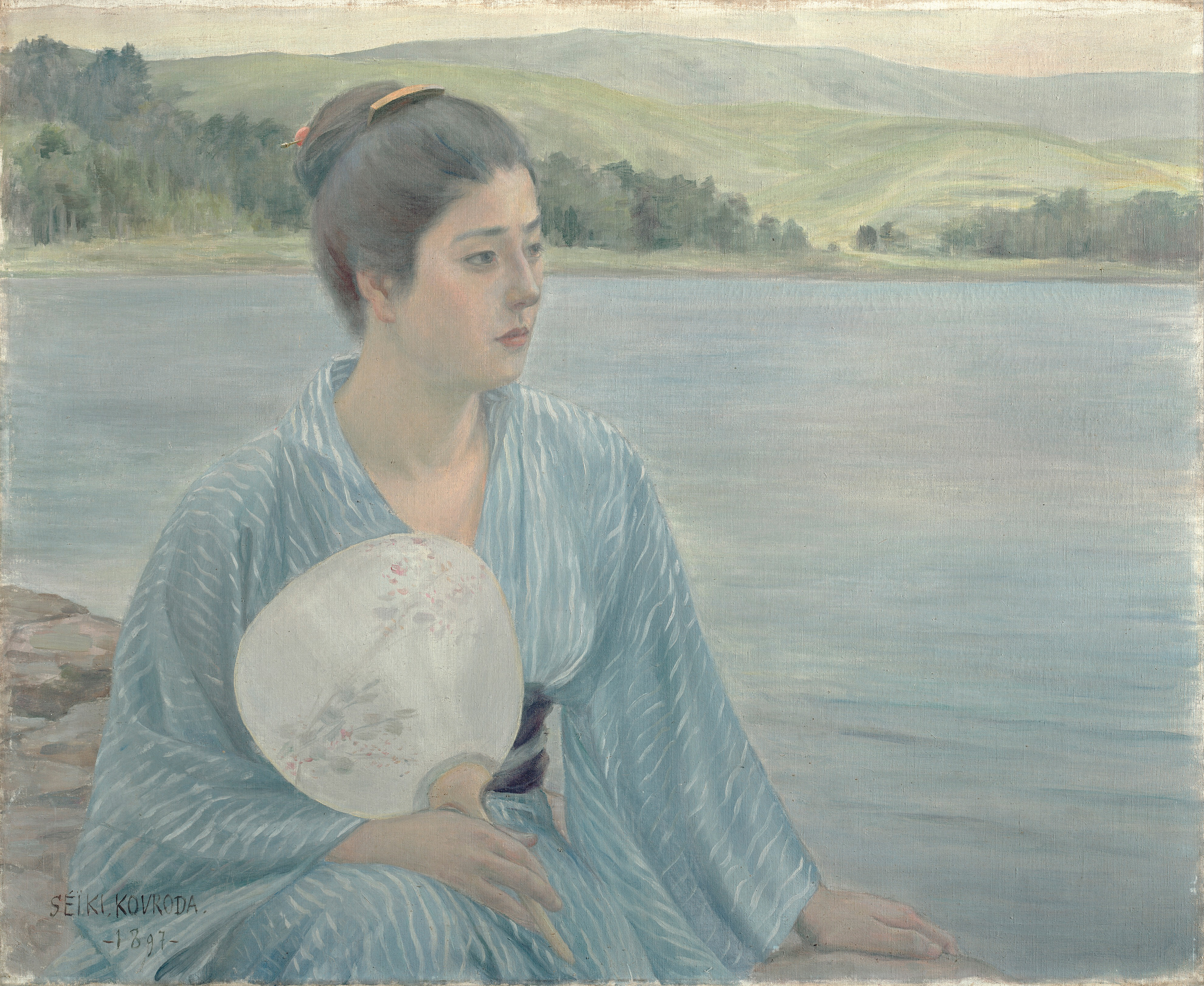
黒田清輝『湖畔』、1897年、東京国立博物館所蔵

地塗り層は白色であり、極めて薄く塗られている。X線画像から、塗料は鉛白を主な成分としているものと考えられる。赤外線画像および赤外線テレビ画像から、下描きには木炭を用い、構図だけでなく明暗の調子なども念入りに描き込んでいることがわかる。下描きの段階において、モデルの靴の部分、とりわけ左の靴の部分を若干短くする変更を施している。遠近感を決めるための線描も変更を行っている。赤外線テレビ画像から、黒田は下描きの段階で画面の右下部にサンダルを描いていたことが判明したが、完成画では消去されている。この他の箇所では大きな変更はなされておらず、概して下描きの通りに描かれている。
側光線画像から、絵の具層は全体として比較的薄く塗られている。佐藤ら (2004) は、とりわけ画面後方の戸棚の中に置かれた器類の部分については、木炭を用いた下描きの上で、褐色系の色の下層描きでの色調と灰色の上層描きでの色調とが互いに自然に絡み合っているとしている。
X線画像から、明るい部分には鉛白を多く施し、厚く塗ることを基本としていることがわかる。たとえば、エプロンがかかっている太ももから膝にかけての部分は、その他の部分よりも明るく映し出され、鉛白がかなり多量に厚く塗られており、完成画における色調と必ずしも一致していない。こうした傾向は『湖畔』（1897年、東京国立博物館所蔵）でも確認されている。当該部分にのみ乾燥による亀裂が発生していることも加味すると、製作の途中で一時的な中断があり、下層の絵の具がおおよそ乾燥した後で色調の変更が追加された可能性が考えられる。椅子の脚部の向こうに見えている床にも多くの鉛白が施されている。
マリアの顔、とりわけ鼻筋や額といった明るい部分は、厚くしっかりと塗り込んでいる。顔の部分は次のような順序で描かれた。まず、木炭による下描きの上に施された、後方の壁や戸棚の左側にある壺などの下部に見られる黄褐色系の色を、多めの量の揮発性油で溶かして薄くして使う。続いて、あごや耳、鼻の陰の部分などに認められる、赤色レーキ系と青色を混ぜ合わせてつくった紫色を呈した色調を用いて、陰の部分を描き込んでいく。その上で、鉛白を主成分とする肌色の顔料を用いて明るい部分を仕上げる。
赤みが差した頬の陰影部分は、下層のレーキを透過させることによって半透明の効果を生み出している。暗い部分は、塗り重ねたり修正を施す際にも透明色を用いている。このような画法について、佐藤ら (2004) は、明るい部分は不透明に、暗い部分は透明に、明度が中程度の部分は半透明に仕上げるという、ヨーロッパで伝統的に用いられている油彩画法に沿っているとの見方を示している。
画面の最右下部に “Sèïki Kouroda 1892” という署名と年記が油絵の具で記されている。これらの色調は黒色に近いが、赤外線画像において映し出されていないため、黒色顔料を用いていないことがわかる。マリアが羽織っている外套も黒色顔料を用いず、赤色と青色を混ぜ合わせてつくった色で塗られている。
1948年（昭和23年）12月に裏打ちおよび補彩による修復が実施された。主として椅子の脚もとやスカートの裾の部分のほか、マリアの後頭部から画面の右端にかけての部分は、紫外線蛍光画像において黒色に映し出されており、欠損および補彩の痕跡であることがわかる。ワニス層があり、この修復の際に塗布されたものと思われる。